# La Terrasse (journal)
Pour les articles homonymes, voir La Terrasse.
La Terrasse est un mensuel culturel gratuit au format berlinois distribué en Île-de-France.

## Histoire
Le directeur de la publication, Dan Abitbol, débute au sein du magazine Campus, un gratuit à destination des étudiants. En 1992, avec le soutien d'investisseurs privés, il fonde La Terrasse, un magazine gratuit consacré au spectacle en Île-de-France. Son titre fait référence au film La Terrasse du cinéaste italien Ettore Scola,.
La Terrasse paraît le premier mercredi du mois. Le magazine propose des critiques de pièces de théâtre et spectacles musicaux, des entretiens, ainsi que des annonces d'évènements culturels programmés en Île-de-France. Il compte 2 000 abonnés et est distribué par des étudiants à l'entrée d'une cinquantaine de salles de spectacle de la région parisienne. La Terrasse publie des numéros hors-série consacrés notamment aux formations artistiques et édite depuis 2008 Avignon en scène(s), un hors-série sur le festival d'Avignon, tiré à 100 000 exemplaires,.
En 2012, La Terrasse emploie une demi-douzaine de permanents et une quinzaine de journalistes pigistes. Son tirage moyen est de 80 000 exemplaires. Le magazine réalise un chiffre d'affaires de 2 millions d'euros. Il est financé par la publicité et compte des théâtres et des troupes parmi ses annonceurs.